# دختر سنجابی
دختر سنجابی (به انگلیسی: Squirrel Girl) با نام کامل دورین اِلین گرین، یک شخصیت خیالی ابرقهرمان در کتاب‌های کامیک منتشر شده توسط مارول کامیکس است. این شخصیت توسط نویسنده ویل موری و طراح استیو دیتکو خلق شده‌است که برای نخستین بار در شمارهٔ ۸ از دومین جلد مجموعه کمیک ابرقهرمانان مارول (زمستان ۱۹۹۱) حضور پیدا کرد. دورین گرین ابرقهرمانی با توانایی و ویژگی‌هایی شبیه به سنجاب است که اغلب توسط دشمنان جدی گرفته نمی‌شود، اما با این وجود او تعداد زیادی از بزرگترین ابرشروران دنیای مارول را شکست داده‌است. او یکی از اعضای قدیمی تیم ابرقهرمانی انتقام‌جویان دریاچه‌های بزرگ به‌شمار می‌رود و همچنین به‌طور مختصر نقش پرستار کودک را برای دانیل کیج، دختر لوک کیج و جسیکا جونز ایفا کرده‌است.
میلانا واینتروب در مجموعه تلویزیونی جنگجویان جدید (۲۰۱۸) وظیفه بازی در این نقش را بر عهده داشت.

## زندگینامه ساختگی شخصیت
دورین اِلین گرین فرزند دوریان و مورین گرین در کانادا بود. او در سن ۱۰ سالگی متوجه شد قادر به برقراری ارتباط با سنجاب‌ها است؛ او به دلیل تغییراتی در ژن‌های خود به دلایل نامعلوم دارای توانایی مشابه با سنجاب شد. هنگامی که والدینش با دکتر مشاوره کردند، مشخص شد که دورین یک انسان جهش‌یافته به حساب نمی‌آید، اگرچه او برای مدت طولانی این مسئله را باور داشت. دورین در سن ۱۴ سالگی همراه با سنجاب خانگی‌اش به نام مانکی جو سعی کرد به یکی از همراهان شخصیت مرد آهنی تبدیل شود. اما او به شکلی مؤدبانه درخواست دورین را رد کرد و به او قول داد زمانی که بزرگتر شد به یکی از اعضای انتقام‌جویان تبدیل شود. در این زمان مرد آهنی و دورین توسط دکتر دووم اسیر شدند، اگرچه دکتر دووم تبدیل به نخستین شخصیت بد ذاتی شد که به دلیل دست کم گرفتن توانایی‌های او، توسط دختر سنجابی شکست خورد.